# Ženske na robu živčnega zloma
Ženske na robu živčnega zloma (špansko Mujeres al borde de un ataque de nervios) je španska filmska črna komedija iz leta 1988, ki jo je režiral in zanjo napisal scenarij Pedro Almodóvar, v glavnih vlogah pa nastopata Carmen Maura in Antonio Banderas. Zgodba prikazuje televizijsko igralko Pepo (Carmen Maura), ki jo zapusti soigralec Iván (Fernando Guillén). Ker se ne oglaša na njene klice, ga poskuša najdi, ob tem se v njenem stanovanju znajdejo Ivánova nekdanja žena Lucía (Julieta Serrano) in sin Carlos (Antonio Banderas) z zaročenko ter Pepina prijateljica Candela (María Barranco), ki se je zapletla s teroristi.
Film je bil premierno prikazan 25. marca 1988 v španskih kinematografih. Naletel je na dober odziv kritikov in prinesel Almodóvarju mednarodno prepoznavnost. Nominiran je bil za oskarja za najboljši mednarodni celovečerni film na 61. podelitvi, osvojil pa je pet nagrad goya, tudi za najboljši film in glavno žensko vlogo za Mauro. Prikazan je bil v tekmovalnem programu Beneškega filmskega festivala, kjer je bil nagrajen za najboljši scenarij. Postal je tudi najdonosnejši španski film v Španiji in v ZDA do tedaj.

## Vloge
- Carmen Maura kot Pepa Marcos
- Antonio Banderas kot Carlos
- Julieta Serrano kot Lucía
- María Barranco kot Candela
- Rossy de Palma kot Marisa
- Kiti Mánver kot Paulina Morales
- Guillermo Montesinos kot taksist
- Chus Lampreave kot Portera
- Loles León kot tajnica
- Fernando Guillén kot Iván